# John Lagrand

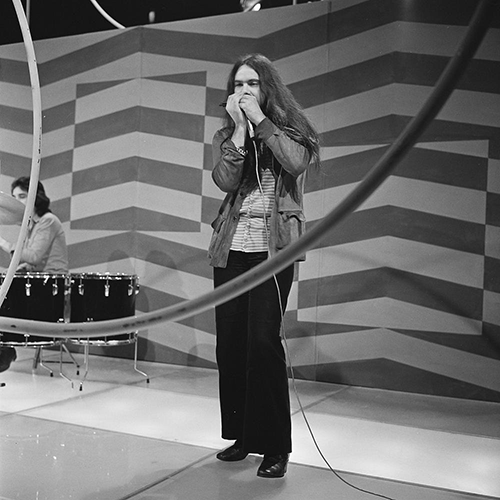
John Lagrand

John Lagrand (* 27. März 1949 in Den Haag; † 30. Juni 2005 in Amsterdam) war ein niederländischer Musiker. Er wurde in seinem Heimatland vor allem als Mundharmonikaspieler der Bluesband Cuby + Blizzards bekannt.
Lagrand begann seine musikalische Laufbahn bei den Bands Livin’ Blues, Freelance Band und Water. Bis 1999 spielte er bei Cuby + Blizzards. Danach war er als gefragter Gastmusikant tätig. Lagrand war Ehrenmitglied der niederländischen Stiftung Blues aan de Zee.
John Lagrand starb am 30. Juni 2005 im Alter von 56 Jahren im Universitätskrankenhaus von Amsterdam an den Folgen eines Lungenemphysems.